# Nui (calcio)
Il Nui è una società calcistica di Tuvalu. Oltre alla prima squadra ha anche una squadra B e una femminile.

## Palmarès

### Altri piazzamenti
- NBT Cup:

Finalista: 2010

## Organico 2012-2013

### Rosa
| N. |                   | Ruolo | Calciatore   |
| -- | ----------------- | ----- | ------------ |
| 1  | Tuvalu (bandiera) | P     | Ian          |
| 2  | Tuvalu (bandiera) | D     | Letaulau     |
| 3  | Tuvalu (bandiera) | D     | Maliomea     |
| 4  | Tuvalu (bandiera) | D     | Takapili     |
| 5  | Tuvalu (bandiera) | D     | Kaimata      |
| 6  | Tuvalu (bandiera) | C     | Maani Petaia |
| 7  | Tuvalu (bandiera) | C     | Petueli      |
| 8  | Tuvalu (bandiera) | C     | Ipitoa       |

| N. |                   | Ruolo | Calciatore     |
| -- | ----------------- | ----- | -------------- |
| 9  | Tuvalu (bandiera) | A     | Pasiale        |
| 10 | Tuvalu (bandiera) | A     | Lopati Okelani |
| 11 | Tuvalu (bandiera) | A     | Liupo          |
| 12 | Tuvalu (bandiera) | A     | Ben Petaia     |
| 13 | Tuvalu (bandiera) | D     | Lemi           |
| 14 | Tuvalu (bandiera) | C     | Joe            |
| 15 | Tuvalu (bandiera) | C     | Tulaga         |
| 16 | Tuvalu (bandiera) | A     | Lekai          |